# Camponotus albosparsus
Camponotus albosparsus é uma espécie de inseto do gênero Camponotus, pertencente à família Formicidae.